# Фелтон (Минесота)
Фелтон (енгл. Felton) град је у америчкој савезној држави Минесота.

## Демографија
По попису из 2010. године број становника је 177, што је 39 (-18,1%) становника мање него 2000. године.
| Група             | 2000.       | 2010.       |
| Белци             | 204 (94,4%) | 170 (96,0%) |
| Афроамериканци    | 0 (0,0%)    | 0 (0,0%)    |
| Азијати           | 1 (0,5%)    | 2 (1,1%)    |
| Хиспаноамериканци | 11 (5,1%)   | 5 (2,8%)    |
| Укупно            | 216         | 177         |